# SK VŠCHT Praha, oddíl softballu
SK VŠCHT Praha, oddíl softballu je softballový klub, který má týmy v mužské i ženské kategorii. Ženy i muži hrají nejvyšší soutěž v ČR.

## Úspěchy
- Mistr ČR v softballu žen: 1991, 1992, 1995, 1996, 1997, 1998, 2000, 2001
- Mistr ČR v softballu mužů: 1993